# Serhildan

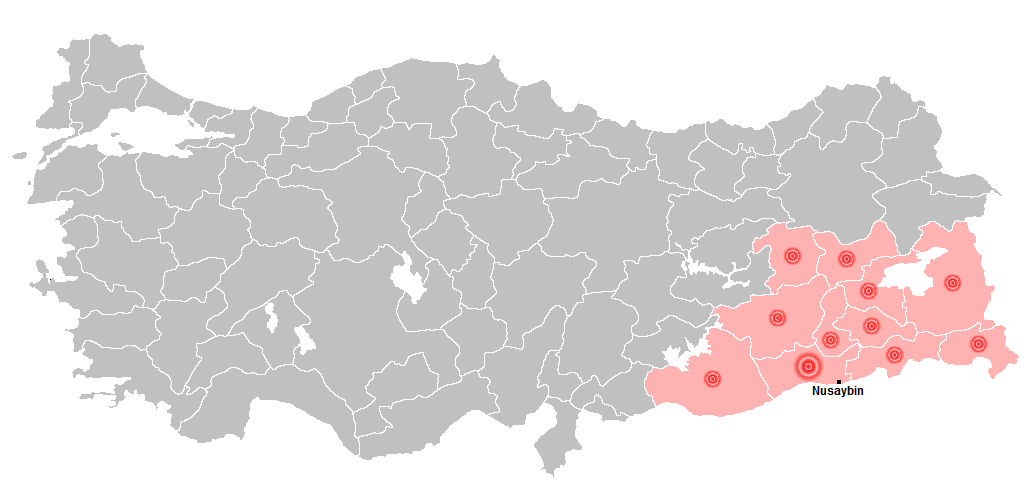
Delle rivolte del 1990 hanno colpito le province sud-orientali dell'Anatolia e la posizione di Nusaybin

La parola serhildan descrive diverse proteste e rivolte curde a partire dagli anni 1990 che usavano lo slogan "Êdî Bese " ("Basta") contro la Turchia. I negozi locali sono spesso chiusi il giorno delle manifestazioni come forma di protesta.
Le proteste si tengono ogni anno il 15 febbraio, data della cattura di Abdullah Öcalan, e durante il Newroz il 21 marzo, capodanno curdo.

## Etimologia
La parola serhildan è composta dalle parole curde kurmanji ser che significa testa e hildan che significa alzare. Il suo significato letterale è quindi alzare la testa equivalente a "elevazione" o "ribellione". In lingua zazaki la parola per "ribellione" è Serewedaritiş.
La parola Serhildan è talvolta tradotta con il significato di intifada curda.

## Storia
Dopo le grandi ribellioni curde nella prima metà del XX secolo, la ribellione di Koçkiri, la ribellione dello sceicco Said, la ribellione dell'Ararat e la ribellione di Dersim, nella primavera del 1990 nella piccola città di Nusaybin avvenne una prima di una serie di azioni violente della popolazione contro gli agenti di polizia e le istituzioni statali, nel sud-est dell'Anatolia, vicino al confine con la Siria. La ribellione a Nusaybin segnò l'inizio di quello che a volte viene chiamato il serhildan. Nei giorni seguenti le rivolte si estesero alla vicina Mardin e alle vicine province di Batman, Diyarbakır, Siirt, Şanlıurfa e Şırnak. Successivamente presero anche altre province dell'Anatolia orientale come Bingöl, Bitlis, Hakkâri, Muş e Van, nonché città come Ankara, Istanbul, Smirne e Mersin.
Dopo le grandi rivolte del 1990, si verificava sporadicamente ribellioni soprattutto dopo l'uccisione di combattenti del PKK, intorno al 21 marzo (giorno del Nawrūz) o il 27 novembre (data di costituzione del PKK). I disordini ricominciarono alla fine di novembre 2009 e proseguirono senza interruzioni fino a metà dicembre. I rivoltosi protestarono anche per la cella della prigione di Abdullah Öcalan sull'isola di İmralı poiché troppo piccola. Dopo la chiusura del partito curdo DTP, l'11 dicembre 2009, la situazione è peggiorata ed è costata la vita a tre persone.
Dalla cattura di Abdullah Öcalan, avvenuta il 15 febbraio 1998, le proteste si tengono ogni anno in quella data.